# Igreja de Nossa Senhora da Saúde (Arrifes)
A Igreja de Nossa Senhora da Saúde é uma igreja católica portuguesa localizada na freguesia de Arrifes, concelho de Ponta Delgada, na ilha açoriana de São Miguel.
Primitivamente, foi uma pequena ermida mandada construir por D. Margarida da Câmara, viúva que foi de Cristóvão Dias, conforme se pode ler no seu testamento aprovado em 12 de Julho de 1627. Esta informação, que é a verdadeira, conforme atesta o Dr. Ernesto do Canto, na sua Noticia sobre as Igrejas, Ermidas e Altares da Ilha de São Miguel (In. O Preto no Branco. Ano II pág. 183) está em contradição com o que se afirma no Santuário Mariano, porquanto o fundador deste templo não foi Gaspar de Medeiros mas sim a matrona D. Margarida da Câmara.
O curato dos Arrifes só foi criado em 1719 por alvará de 16 de Abril desse ano, por proposta do bispo de Angra do Heroísmo D. António Vieira Leitão, passando a ficar sufragâneo da freguesia de São José, de Ponta Delgada. Era, então, um lugar pequeno, apenas com 150 fogos e 336 almas de confissão.
Com o aumento da população, a primitiva ermida foi objecto de largas obras de ampliação, só passando a ter a configuração actual a partir de meados do século passado. É tradição que na respectiva fachada e sobre o janelão central havia antigamente um pequeno nicho com uma imagem da Virgem feita de pedra, nicho esse que depois desapareceu para nele se abrir uma pequena janela.
Em fins do século XIX este curato já tinha pároco próprio, não possuindo capelão pago pelo povo.